# EDEN/エデン (2014年の映画)
『EDEN/エデン』（Eden）は2014年のフランスの青春ドラマ映画。ミア・ハンセン＝ラヴが監督をつとめ、またスヴェン・ハンセン＝ラヴと共同で脚本を執筆し、フェリックス・ド・ジヴリとポーリン・エチエンヌが主演をつとめた。ミア・ハンセン＝ラヴ監督が8歳年上の実の兄スヴェンをモデルに、パリの音楽シーンを駆け抜けた1人のDJの成功と挫折を描いている。
2014年のトロント国際映画祭の特別公開部門にて初公開され、第52回ニューヨーク映画祭、ロンドン映画祭などで上映された。アメリカ合衆国では2015年の6月19日に劇場公開された。 

## ストーリー
若いフランス人大学生のポール・ヴァレーはレイヴに行くことを楽しんでいた。やがて友達のスタンと共にチアーズというDJデュオを組む。同時期に別の友達のギィ・マンとトマが後のダフトパンクとなるDJデュオを組む。ポールは物書きを目指していたが、DJとしてのキャリアが軌道に乗り始め、徐々に論文の執筆を放棄するようになる。2001年にポールは友達のシリルと共にDJとしてニューヨークのMoMA PS1に招待されるが、シリルはグラフィックノベルの道に進む踏ん切りがやっとついたためその誘いを拒否する。ポールのニューヨーク滞在はうまくいったが、帰国後、シリルが作品を完成させた直後に自殺したことを知る。
その後しばらくポールはDJとして成功していたが、2006年には観客の減少につれて出費が嵩み始めており、金銭的な援助を母親に頼むようになっていた。人生が思うようにいかなくなってきた頃、彼は昔付き合っていたルイーズに再会する。ポールは復縁を求めようとするが、ルイーズはかつて2人の子供を妊娠し中絶していた事を伝える。ポールは神経衰弱に陥り、母親にコカインに依存している事と、大きな借金をしていることを告白する。
2013年、ポールは社会復帰し、昼間は掃除機の修理会社で働きながら夜は創作文芸の教室に通っていた。ある時ワークショップのセッションで女の子と話していて、何をやっているのかと訊かれる。元々ガレージミュージックのDJだったことを伝えると、彼女はテクノはダフトパンクしか聴かないと話す。その後、ポールはギィ・マンとトマを見にクラブにもう一度出向く。

## キャスト
- ポール: フェリックス・ド・ジヴリ（フランス語版）
- ルイーズ: ポーリン・エチエンヌ
- アルノー: ヴァンサン・マケーニュ
- スタン: ヒューゴ・コンゼルマン
- アナイス: ジタ・アンロ（フランス語版）
- シリル: ロマン・コリンカ
- クエンティン: ウーゴ・ビアンべヌ
- ギヨーム: ポール・スペラ
- ジュリア: グレタ・ガーウィグ
- ニコ: ロラン・カザナーヴ（フランス語版）
- トーマ・バンガルテル: ヴァンサン・ラコスト
- ギ＝マニュエル・ド・オメン＝クリスト: アルノー・アズーレ（フランス語版）
- アンヌ＝クレール: シグリッド・ブアジズ（フランス語版）
- ヤスミン: ゴルシフテ・ファラハニ
- マーゴット: ローラ・スメット
- ラリー: ブラディ・コーベット
- ミドリ: クレア・トラン

## 制作

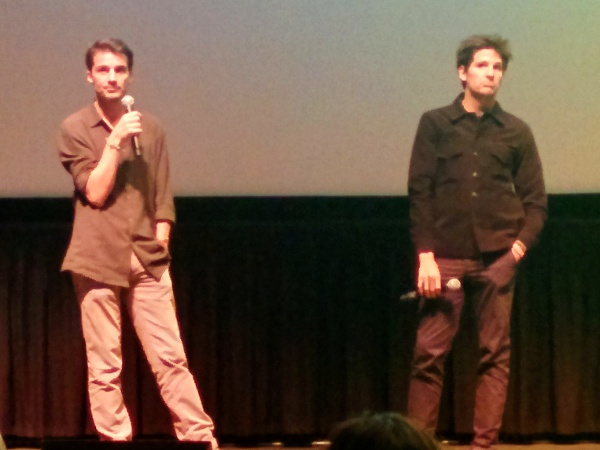

映画はミアの実兄であるスヴェンの人生を大まかに元にしている。 
完成までに3年かかっているが、主に作中に使用される音楽の版権があまりに高額だったことが理由である。ハンセン＝ラヴはプリプロダクションの過程で2人のプロデューサーを経て、さらにダフト・パンクに可能な限り低額な料金でライセンス取得に協力してもらうことで、やっと他のミュージシャンのライセンスも同様に取得するための権利を得ることができた。 
撮影は2013年の11月に始まり、2014年の1月31日に終了した。

## 評価
『エデン』はおおむね批評家から好評だった。Rotten Tomatoesにおいて、97のレビューのうち84%から高評価を得ており、平均評価は7.4/10だった。多くの批評家による評価のまとめとして、「エデンは1990年代のまさしく陶酔的なクラブカルチャーを背景に、老いと夢を追い求めることの代償を繊細かつ控えめに表現している」となっている。メタクリティックでは、20人の批評家たちから平均して100点中81点を獲得しており、これは「幅広い絶賛」を得たことを示している。『ガーディアン』においても、21世紀のベスト映画100本の中で90位に選ばれている。